# Nirvana (US-amerikanische Band)/Auszeichnungen für Musikverkäufe

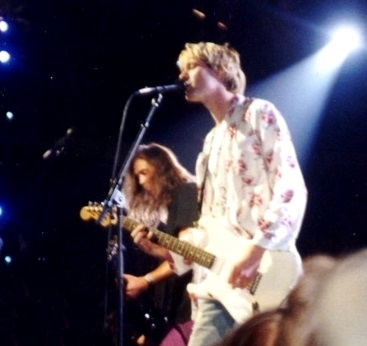
Nirvana (1992)

Dies ist eine Übersicht über die Auszeichnungen für Musikverkäufe der US-amerikanischen Grunge-Musikgruppe Nirvana. Die Auszeichnungen finden sich nach ihrer Art (Gold, Platin usw.), nach Staaten getrennt in chronologischer Reihenfolge, geordnet sowie nach den Tonträgern selbst, getrennt nach Medium (Alben, Singles usw.), wieder.

## Auszeichnungen
| - Vereinigtes Königreich - 2013: für das Album Live at Reading - 2015: für das Album With the Lights Out - 2021: für die Single All Apologies - 2023: für das Album Sliver – The Best of the Box - 2023: für das Lied Polly - 2023: für die Single Rape Me - 2023: für das Lied Dumb - 2024: für das Lied Breed - 2024: für das Lied Drain You - 2025: für das Lied Where Did You Sleep Last Night - Argentinien - 1996: für das Album From the Muddy Banks of the Wishkah - Australien - 2011: für das Videoalbum Live at the Paramount - 2024: für die Single Pennyroyal Tea - 2024: für das Album Incesticide - 2024: für das Album Live at Reading - 2024: für das Album Sliver – The Best of the Box - 2024: für das Lied Breed - 2024: für das Lied Drain You - 2024: für das Lied Lake of Fire - 2024: für das Lied Lounge Act - 2024: für das Lied On a Plain - 2024: für die Single Rape Me - 2024: für die Single You Know You’re Right - Belgien - 1996: für das Album From the Muddy Banks of the Wishkah - Brasilien - 1998: für das Album In Utero - 2024: für das Lied The Man Who Sold the World - 2024: für die Single Heart-Shaped Box - 2024: für die Single Come as You Are - Dänemark - 2002: für das Album Nirvana - 2013: für das Streaming Smells Like Teen Spirit - 2024: für die Single Lithium - 2024: für die Single Heart-Shaped Box - Deutschland - 1995: für das Album In Utero - 2023: für das Album MTV Unplugged in New York - Europa - 1994: für das Album Nevermind - Finnland - 1992: für das Album Nevermind - 1994: für das Album MTV Unplugged in New York - 2002: für das Album Nirvana - Frankreich - 1992: für das Album Incesticide - 2002: für das Album Nirvana - 2019: für die Single Come as You Are - 2022: für das Album Sliver – The Best of the Box - Italien - 2021: für die Single Lithium - 2023: für die Single Heart-Shaped Box - 2024: für das Lied The Man Who Sold the World - 2024: für die Single About a Girl - 2025: für das Album Bleach - Japan - 2000: für das Album From the Muddy Banks of the Wishkah - Kanada - 1999: für das Album Bleach - 2015: für das Album Icon - Mexiko - 1993: für das Album In Utero - 1994: für das Album MTV Unplugged in New York - 2002: für das Album Nirvana - Neuseeland - 2006: für das Videoalbum Live! Tonight! Sold Out!! - 2007: für das Videoalbum MTV Unplugged in New York - 2008: für das Videoalbum Classic Albums: Nirvana – Nevermind - 2009: für das Videoalbum Live at Reading - Niederlande - 1994: für das Album In Utero - Norwegen - 1994: für das Album In Utero - Österreich - 1994: für das Album In Utero - 1997: für das Album From the Muddy Banks of the Wishkah - Polen - 1997: für das Album In Utero - 1999: für das Album Bleach - Portugal - 2008: für das Album MTV Unplugged in New York - 2024: für das Album In Utero - Schweden - 1993: für das Album In Utero - 2002: für das Album Nirvana - Spanien - 1997: für das Album From the Muddy Banks of the Wishkah - 2003: für das Album Nirvana - 2024: für die Single Lithium - 2024: für das Lied The Man Who Sold the World - 2024: für die Single Heart-Shaped Box - 2024: für die Single About a Girl - Vereinigte Staaten - 2024: für die Single You Know You’re Right - 2024: für das Lied Polly - 2024: für das Lied Dumb - 2024: für das Lied Drain You - 2024: für das Lied Breed - Vereinigtes Königreich - 2013: für das Album From the Muddy Banks of the Wishkah - 2023: für das Lied The Man Who Sold the World - 2024: für das Lied Something in the Way - 2024: für die Single In Bloom - 2024: für die Single About a Girl - Frankreich - 1997: für das Album Bleach - 1997: für das Album From the Muddy Banks of the Wishkah - Mexiko - 1991: für das Album Nevermind | - Argentinien - 1993: für das Album In Utero - 2004: für das Album Nirvana - 2006: für das Videoalbum Live! Tonight! Sold Out!! - 2007: für das Videoalbum MTV Unplugged in New York - Australien - 1996: für das Album Bleach - 1996: für das Album From the Muddy Banks of the Wishkah - 2007: für das Videoalbum Live! Tonight! Sold Out!! - 2007: für das Videoalbum MTV Unplugged in New York - 2008: für das Videoalbum Classic Albums: Nirvana – Nevermind - 2009: für das Videoalbum Live at Reading - 2021: für die Single In Bloom - 2024: für die Single About a Girl - 2024: für die Single All Apologies - 2024: für das Lied Dumb - 2024: für das Lied Polly - 2024: für das Lied Where Did You Sleep Last Night - Belgien - 1995: für das Album In Utero - 2007: für das Album Nirvana - Brasilien - 1998: für das Album Nevermind - 1998: für das Album MTV Unplugged in New York - 2003: für das Album Nirvana - Dänemark - 2023: für das Lied Been a Son - Deutschland - 2025: für die Single Come as You Are - Frankreich - 1993: für das Album In Utero - Griechenland - 2022: für die Single Smells Like Teen Spirit - Island - 2022: für das Album Nevermind - Italien - 2017: für das Album Nirvana - 2018: für die Single Come as You Are - 2018: für das Album MTV Unplugged in New York - 2023: für das Album In Utero - Japan - 2000: für das Album In Utero - 2000: für das Album MTV Unplugged in New York - 2002: für das Album Nirvana - Kanada - 2022: für das Lied Something in the Way - Neuseeland - 1992: für das Album Bleach - 1993: für das Album Incesticide - 1996: für das Album From the Muddy Banks of the Wishkah - 2008: für das Videoalbum Live! Tonight! Sold Out!! - 2022: für das Lied The Man Who Sold the World - Niederlande - 1994: für das Album Nevermind - 1995: für das Album MTV Unplugged in New York - Norwegen - 1995: für das Album MTV Unplugged in New York - 2006: für das Album Nirvana - Österreich - 1993: für das Album Nevermind - 2003: für das Album Nirvana - Polen - 1997: für das Album MTV Unplugged in New York - 1999: für das Album Nevermind (BMG) - 2022: für das Album Nirvana - Portugal - 2022: für das Album Nevermind - Schweden - 1995: für das Album MTV Unplugged in New York - Schweiz - 1992: für das Album Nevermind - 2003: für das Album Nirvana - Spanien - 1992: für das Album Nevermind - 1996: für das Album In Utero - 2024: für die Single Come as You Are - Vereinigte Staaten - 1992: für die Single Smells Like Teen Spirit - 1995: für das Album Bleach - 1995: für das Album Incesticide - 1996: für das Album From the Muddy Banks of the Wishkah - 2004: für das Album Nirvana - 2004: für das Album With the Lights Out - 2005: für das Videoalbum Nevermind - 2024: für die Single All Apologies - 2024: für das Lied Something in the Way - 2024: für die Single Rape Me - Vereinigtes Königreich - 2013: für das Album Incesticide - 2013: für das Album Bleach - 2013: für das Videoalbum MTV Unplugged in New York - 2023: für die Single Lithium - 2024: für die Single Heart-Shaped Box - Deutschland - 2023: für das Album Nirvana | - Argentinien - 1994: für das Album MTV Unplugged in New York - 2002: für das Videoalbum Classic Albums: Nirvana – Nevermind - Australien - 1996: für das Album In Utero - 2024: für das Lied Something in the Way - 2024: für das Lied The Man Who Sold the World - Brasilien - 2024: für die Single Smells Like Teen Spirit - Deutschland - 1998: für das Album Nevermind - 2025: für die Single Smells Like Teen Spirit - Europa - 1996: für das Album MTV Unplugged in New York - 2007: für das Album Nirvana - Frankreich - 1997: für das Album MTV Unplugged in New York - Kanada - 1995: für das Videoalbum Live! Tonight! Sold Out!! - 1996: für das Album From the Muddy Banks of the Wishkah - 1997: für das Album Incesticide - Neuseeland - 2024: für die Single Lithium - 2024: für die Single Heart-Shaped Box - Österreich - 1996: für das Album MTV Unplugged in New York - Schweden - 1998: für das Album Nevermind - Schweiz - 2002: für das Album MTV Unplugged in New York - Spanien - 1994: für das Album MTV Unplugged in New York - Vereinigte Staaten - 2024: für die Single In Bloom - Vereinigtes Königreich - 2013: für das Videoalbum Live! Tonight! Sold Out!! - 2023: für die Single Come as You Are - Argentinien - 2004: für das Album Nevermind - Australien - 2024: für die Single Heart-Shaped Box - 2024: für die Single Lithium - Belgien - 2010: für das Album MTV Unplugged in New York - Dänemark - 2024: für die Single Smells Like Teen Spirit - Italien - 2023: für die Single Smells Like Teen Spirit - Japan - 2002: für das Album Nevermind - Neuseeland - 2006: für das Album Nirvana - 2010: für das Album In Utero - Polen - 2022: für das Album Nevermind (Geffen/Universal Music) - Portugal - 2011: für das Videoalbum Live at the Paramount - 2013: für das Videoalbum MTV Unplugged in New York - 2022: für die Single Smells Like Teen Spirit - Spanien - 2024: für die Single Smells Like Teen Spirit - Vereinigte Staaten - 2007: für das Videoalbum Live! Tonight! Sold Out!! - 2024: für die Single Heart-Shaped Box - 2024: für die Single Lithium - Vereinigtes Königreich - 2019: für das Album MTV Unplugged in New York - 2024: für das Album In Utero - Italien - 2022: für das Album Nevermind - Australien - 1996: für das Album MTV Unplugged in New York - 1996: für das Album Nevermind - Neuseeland - 2025: für die Single Come as You Are - Vereinigte Staaten - 2024: für die Single Come as You Are - Vereinigtes Königreich - 2025: für die Single Smells Like Teen Spirit - 2025: für das Album Nirvana - Australien - 2024: für das Album Nirvana - Dänemark - 2022: für das Album Nevermind - Kanada - 2001: für das Album In Utero - Neuseeland - 1995: für das Album MTV Unplugged in New York - Vereinigte Staaten - 2024: für das Album In Utero - Australien - 2024: für die Single Come as You Are - Neuseeland - 2011: für das Album Nevermind - 2025: für die Single Smells Like Teen Spirit - Vereinigte Staaten - 2020: für das Videoalbum MTV Unplugged in New York - Belgien - 2022: für das Album Nevermind - Kanada - 2022: für die Single Smells Like Teen Spirit - Vereinigte Staaten - 2020: für das Album MTV Unplugged in New York - Kanada - 2001: für das Album MTV Unplugged in New York - Vereinigtes Königreich - 2025: für das Album Nevermind - Australien - 2024: für die Single Smells Like Teen Spirit - Vereinigte Staaten - 2024: für das Album Nevermind - Frankreich - 1991: für das Album Nevermind - Kanada - 2001: für das Album Nevermind - Vereinigte Staaten - 2024: für die Single Smells Like Teen Spirit (Digital) |

## Auszeichnungen nach Alben

### Bleach
| Land/Region                  | Auszeichnungen für Musikverkäufe (Land/Region, Auszeichnung, Verkäufe) | Verkäufe  |
| ---------------------------- | ---------------------------------------------------------------------- | --------- |
| Australien (ARIA)            | Platin                                                                 | 70.000    |
| Frankreich (SNEP)            | 2× Gold                                                                | 200.000   |
| Italien (FIMI)               | Gold                                                                   | 25.000    |
| Kanada (MC)                  | Gold                                                                   | 50.000    |
| Neuseeland (RMNZ)            | Platin                                                                 | 15.000    |
| Polen (ZPAV)                 | Gold                                                                   | 50.000    |
| Vereinigte Staaten (RIAA)    | Platin                                                                 | 1.900.000 |
| Vereinigtes Königreich (BPI) | Platin                                                                 | 300.000   |
| Insgesamt                    | 5× Gold · 4× Platin ·                                                  | 2.610.000 |

### Nevermind
| Land/Region                  | Auszeichnungen für Musikverkäufe (Land/Region, Auszeichnung, Verkäufe) | Verkäufe   |
| ---------------------------- | ---------------------------------------------------------------------- | ---------- |
| Argentinien (CAPIF)          | 3× Platin                                                              | 180.000    |
| Australien (ARIA)            | 5× Platin                                                              | 350.000    |
| Belgien (BRMA)               | 8× Platin                                                              | 400.000    |
| Brasilien (PMB)              | Platin                                                                 | 250.000    |
| Dänemark (IFPI)              | 6× Platin                                                              | 120.000    |
| Deutschland (BVMI)           | 2× Platin                                                              | 1.000.000  |
| Europa (IFPI)                | Gold                                                                   | (500.000)  |
| Finnland (IFPI)              | Gold                                                                   | 46.830     |
| Frankreich (SNEP)            | Diamant                                                                | 1.000.000  |
| Island (IFPI)                | Platin                                                                 | 5.000      |
| Italien (FIMI)               | 4× Platin                                                              | 200.000    |
| Japan (RIAJ)                 | 3× Platin                                                              | 600.000    |
| Kanada (MC)                  | Diamant                                                                | 1.000.000  |
| Mexiko (AMPROFON)            | 2× Gold                                                                | 200.000    |
| Neuseeland (RMNZ)            | 7× Platin                                                              | 105.000    |
| Niederlande (NVPI)           | Platin                                                                 | 100.000    |
| Österreich (IFPI)            | Platin                                                                 | 50.000     |
| Polen (ZPAV)                 | Platin (BMG) · + 3× Platin (Geffen/Universal Music)                    | 160.000    |
| Portugal (AFP)               | Platin                                                                 | 15.000     |
| Schweden (IFPI)              | 2× Platin                                                              | 200.000    |
| Schweiz (IFPI)               | Platin                                                                 | 50.000     |
| Spanien (Promusicae)         | Platin                                                                 | 100.000    |
| Vereinigte Staaten (RIAA)    | 13× Platin                                                             | 13.000.000 |
| Vereinigtes Königreich (BPI) | 9× Platin                                                              | 2.700.000  |
| Insgesamt                    | 4× Gold · 63× Platin · 3× Diamant ·                                    | 21.811.830 |

### Incesticide
| Land/Region                  | Auszeichnungen für Musikverkäufe (Land/Region, Auszeichnung, Verkäufe) | Verkäufe  |
| ---------------------------- | ---------------------------------------------------------------------- | --------- |
| Australien (ARIA)            | Gold                                                                   | 35.000    |
| Frankreich (SNEP)            | Gold                                                                   | 100.000   |
| Kanada (MC)                  | 2× Platin                                                              | 200.000   |
| Neuseeland (RMNZ)            | Platin                                                                 | 15.000    |
| Vereinigte Staaten (RIAA)    | Platin                                                                 | 1.400.000 |
| Vereinigtes Königreich (BPI) | Platin                                                                 | 300.000   |
| Insgesamt                    | 2× Gold · 4× Platin ·                                                  | 2.050.000 |

### In Utero
| Land/Region                  | Auszeichnungen für Musikverkäufe (Land/Region, Auszeichnung, Verkäufe) | Verkäufe  |
| ---------------------------- | ---------------------------------------------------------------------- | --------- |
| Argentinien (CAPIF)          | Platin                                                                 | 60.000    |
| Australien (ARIA)            | 2× Platin                                                              | 140.000   |
| Belgien (BRMA)               | Platin                                                                 | 50.000    |
| Brasilien (PMB)              | Gold                                                                   | 100.000   |
| Deutschland (BVMI)           | Gold                                                                   | 250.000   |
| Frankreich (SNEP)            | Platin                                                                 | 300.000   |
| Italien (FIMI)               | Platin                                                                 | 50.000    |
| Japan (RIAJ)                 | Platin                                                                 | 200.000   |
| Kanada (MC)                  | 6× Platin                                                              | 600.000   |
| Mexiko (AMPROFON)            | Gold                                                                   | 100.000   |
| Neuseeland (RMNZ)            | 3× Platin                                                              | 45.000    |
| Niederlande (NVPI)           | Gold                                                                   | 50.000    |
| Norwegen (IFPI)              | Gold                                                                   | 25.000    |
| Österreich (IFPI)            | Gold                                                                   | 25.000    |
| Polen (ZPAV)                 | Gold                                                                   | 50.000    |
| Portugal (AFP)               | Gold                                                                   | 3.500     |
| Schweden (IFPI)              | Gold                                                                   | 50.000    |
| Spanien (Promusicae)         | Platin                                                                 | 100.000   |
| Vereinigte Staaten (RIAA)    | 6× Platin                                                              | 6.000.000 |
| Vereinigtes Königreich (BPI) | 3× Platin                                                              | 900.000   |
| Insgesamt                    | 9× Gold · 26× Platin ·                                                 | 9.088.500 |

### MTV Unplugged in New York
| Land/Region                  | Auszeichnungen für Musikverkäufe (Land/Region, Auszeichnung, Verkäufe) | Verkäufe    |
| ---------------------------- | ---------------------------------------------------------------------- | ----------- |
| Argentinien (CAPIF)          | 2× Platin                                                              | 120.000     |
| Australien (ARIA)            | 5× Platin                                                              | 350.000     |
| Belgien (BRMA)               | 3× Platin                                                              | 150.000     |
| Brasilien (PMB)              | Platin                                                                 | 250.000     |
| Deutschland (BVMI)           | Gold                                                                   | 250.000     |
| Europa (IFPI)                | 2× Platin                                                              | (2.000.000) |
| Finnland (IFPI)              | Gold                                                                   | 24.373      |
| Frankreich (SNEP)            | 2× Platin                                                              | 600.000     |
| Italien (FIMI)               | Platin                                                                 | 50.000      |
| Japan (RIAJ)                 | Platin                                                                 | 200.000     |
| Kanada (MC)                  | 9× Platin                                                              | 900.000     |
| Mexiko (AMPROFON)            | Gold                                                                   | 100.000     |
| Neuseeland (RMNZ)            | 6× Platin                                                              | 90.000      |
| Niederlande (NVPI)           | Platin                                                                 | 100.000     |
| Norwegen (IFPI)              | Platin                                                                 | 50.000      |
| Österreich (IFPI)            | 2× Platin                                                              | 100.000     |
| Polen (ZPAV)                 | Platin                                                                 | 100.000     |
| Portugal (AFP)               | Gold                                                                   | 10.000      |
| Schweden (IFPI)              | Platin                                                                 | 100.000     |
| Schweiz (IFPI)               | 2× Platin                                                              | 100.000     |
| Spanien (Promusicae)         | 2× Platin                                                              | 200.000     |
| Vereinigte Staaten (RIAA)    | 8× Platin                                                              | 8.000.000   |
| Vereinigtes Königreich (BPI) | 3× Platin                                                              | 930.000     |
| Insgesamt                    | 4× Gold · 53× Platin ·                                                 | 12.774.373  |

### From the Muddy Banks of the Wishkah
| Land/Region                  | Auszeichnungen für Musikverkäufe (Land/Region, Auszeichnung, Verkäufe) | Verkäufe  |
| ---------------------------- | ---------------------------------------------------------------------- | --------- |
| Argentinien (CAPIF)          | Gold                                                                   | 30.000    |
| Australien (ARIA)            | Platin                                                                 | 70.000    |
| Belgien (BRMA)               | Gold                                                                   | 25.000    |
| Frankreich (SNEP)            | 2× Gold                                                                | 200.000   |
| Japan (RIAJ)                 | Gold                                                                   | 100.000   |
| Kanada (MC)                  | 2× Platin                                                              | 200.000   |
| Neuseeland (RMNZ)            | Platin                                                                 | 15.000    |
| Österreich (IFPI)            | Gold                                                                   | 25.000    |
| Spanien (Promusicae)         | Gold                                                                   | 50.000    |
| Vereinigte Staaten (RIAA)    | Platin                                                                 | 1.300.000 |
| Vereinigtes Königreich (BPI) | Gold                                                                   | 100.000   |
| Insgesamt                    | 8× Gold · 5× Platin ·                                                  | 2.115.000 |

### Nirvana
| Land/Region                  | Auszeichnungen für Musikverkäufe (Land/Region, Auszeichnung, Verkäufe) | Verkäufe    |
| ---------------------------- | ---------------------------------------------------------------------- | ----------- |
| Argentinien (CAPIF)          | Platin                                                                 | 60.000      |
| Australien (ARIA)            | 6× Platin                                                              | 420.000     |
| Belgien (BRMA)               | Platin                                                                 | 50.000      |
| Brasilien (PMB)              | Platin                                                                 | 125.000     |
| Dänemark (IFPI)              | Gold                                                                   | 25.000      |
| Deutschland (BVMI)           | 3× Gold                                                                | 450.000     |
| Europa (IFPI)                | 2× Platin                                                              | (2.000.000) |
| Finnland (IFPI)              | Gold                                                                   | 17.128      |
| Frankreich (SNEP)            | Gold                                                                   | 100.000     |
| Italien (FIMI)               | Platin                                                                 | 50.000      |
| Japan (RIAJ)                 | Platin                                                                 | 200.000     |
| Mexiko (AMPROFON)            | Gold                                                                   | 75.000      |
| Neuseeland (RMNZ)            | 3× Platin                                                              | 45.000      |
| Norwegen (IFPI)              | Platin                                                                 | 40.000      |
| Österreich (IFPI)            | Platin                                                                 | 40.000      |
| Polen (ZPAV)                 | Platin                                                                 | 20.000      |
| Schweden (IFPI)              | Gold                                                                   | 30.000      |
| Schweiz (IFPI)               | Platin                                                                 | 40.000      |
| Spanien (Promusicae)         | Gold                                                                   | 50.000      |
| Vereinigte Staaten (RIAA)    | Platin                                                                 | 2.400.000   |
| Vereinigtes Königreich (BPI) | 5× Platin                                                              | 1.500.000   |
| Insgesamt                    | 7× Gold · 27× Platin ·                                                 | 5.733.128   |

### With the Lights Out
| Land/Region                  | Auszeichnungen für Musikverkäufe (Land/Region, Auszeichnung, Verkäufe) | Verkäufe |
| ---------------------------- | ---------------------------------------------------------------------- | -------- |
| Vereinigte Staaten (RIAA)    | Platin                                                                 | 250.000  |
| Vereinigtes Königreich (BPI) | Silber                                                                 | 60.000   |
| Insgesamt                    | 1× Silber · 1× Platin ·                                                | 310.000  |

### Sliver – The Best of the Box
| Land/Region                  | Auszeichnungen für Musikverkäufe (Land/Region, Auszeichnung, Verkäufe) | Verkäufe |
| ---------------------------- | ---------------------------------------------------------------------- | -------- |
| Australien (ARIA)            | Gold                                                                   | 35.000   |
| Frankreich (SNEP)            | Gold                                                                   | 50.000   |
| Vereinigtes Königreich (BPI) | Silber                                                                 | 60.000   |
| Insgesamt                    | 1× Silber · 2× Gold ·                                                  | 145.000  |

### Live at Reading
| Land/Region                  | Auszeichnungen für Musikverkäufe (Land/Region, Auszeichnung, Verkäufe) | Verkäufe |
| ---------------------------- | ---------------------------------------------------------------------- | -------- |
| Australien (ARIA)            | Gold                                                                   | 35.000   |
| Vereinigte Staaten (RIAA)    | —                                                                      | 148.000  |
| Vereinigtes Königreich (BPI) | Silber                                                                 | 60.000   |
| Insgesamt                    | 1× Silber · 1× Gold ·                                                  | 243.000  |

### Icon
| Land/Region | Auszeichnungen für Musikverkäufe (Land/Region, Auszeichnung, Verkäufe) | Verkäufe |
| ----------- | ---------------------------------------------------------------------- | -------- |
| Kanada (MC) | Gold                                                                   | 40.000   |
| Insgesamt   | 1× Gold ·                                                              | 40.000   |

## Auszeichnungen nach Singles

### Smells Like Teen Spirit
| Land/Region                  | Auszeichnungen für Musikverkäufe (Land/Region, Auszeichnung, Verkäufe) | Verkäufe   |
| ---------------------------- | ---------------------------------------------------------------------- | ---------- |
| Australien (ARIA)            | 12× Platin                                                             | 840.000    |
| Brasilien (PMB)              | 2× Platin                                                              | 120.000    |
| Dänemark (IFPI)              | 3× Platin                                                              | 270.000    |
| Deutschland (BVMI)           | 2× Platin                                                              | 1.200.000  |
| Griechenland (IFPI)          | Platin                                                                 | 20.000     |
| Italien (FIMI)               | 3× Platin                                                              | 300.000    |
| Kanada (MC)                  | 8× Platin                                                              | 640.000    |
| Neuseeland (RMNZ)            | 7× Platin                                                              | 210.000    |
| Portugal (AFP)               | 3× Platin                                                              | 30.000     |
| Spanien (Promusicae)         | 3× Platin                                                              | 180.000    |
| Vereinigte Staaten (RIAA)    | Platin (Physisch) · + Diamant (Digital)                                | 11.000.000 |
| Vereinigtes Königreich (BPI) | 5× Platin                                                              | 3.000.000  |
| Insgesamt                    | 50× Platin · 1× Diamant ·                                              | 17.810.000 |

### Come as You Are
| Land/Region                  | Auszeichnungen für Musikverkäufe (Land/Region, Auszeichnung, Verkäufe) | Verkäufe  |
| ---------------------------- | ---------------------------------------------------------------------- | --------- |
| Australien (ARIA)            | 7× Platin                                                              | 490.000   |
| Brasilien (PMB)              | Gold                                                                   | 30.000    |
| Deutschland (BVMI)           | Platin                                                                 | 600.000   |
| Frankreich (SNEP)            | Gold                                                                   | 100.000   |
| Italien (FIMI)               | Platin                                                                 | 50.000    |
| Neuseeland (RMNZ)            | 5× Platin                                                              | 150.000   |
| Spanien (Promusicae)         | Platin                                                                 | 60.000    |
| Vereinigte Staaten (RIAA)    | 5× Platin                                                              | 5.000.000 |
| Vereinigtes Königreich (BPI) | 2× Platin                                                              | 1.200.000 |
| Insgesamt                    | 2× Gold · 22× Platin ·                                                 | 7.680.000 |

### Lithium
| Land/Region                  | Auszeichnungen für Musikverkäufe (Land/Region, Auszeichnung, Verkäufe) | Verkäufe  |
| ---------------------------- | ---------------------------------------------------------------------- | --------- |
| Australien (ARIA)            | 3× Platin                                                              | 210.000   |
| Dänemark (IFPI)              | Gold                                                                   | 45.000    |
| Italien (FIMI)               | Gold                                                                   | 35.000    |
| Neuseeland (RMNZ)            | 2× Platin                                                              | 60.000    |
| Spanien (Promusicae)         | Gold                                                                   | 30.000    |
| Vereinigte Staaten (RIAA)    | 3× Platin                                                              | 3.000.000 |
| Vereinigtes Königreich (BPI) | Platin                                                                 | 600.000   |
| Insgesamt                    | 3× Gold · 9× Platin ·                                                  | 3.980.000 |

### In Bloom
| Land/Region                  | Auszeichnungen für Musikverkäufe (Land/Region, Auszeichnung, Verkäufe) | Verkäufe  |
| ---------------------------- | ---------------------------------------------------------------------- | --------- |
| Australien (ARIA)            | Platin                                                                 | 70.000    |
| Vereinigte Staaten (RIAA)    | 2× Platin                                                              | 2.000.000 |
| Vereinigtes Königreich (BPI) | Gold                                                                   | 400.000   |
| Insgesamt                    | 1× Gold · 3× Platin ·                                                  | 2.470.000 |

### Heart-Shaped Box
| Land/Region                  | Auszeichnungen für Musikverkäufe (Land/Region, Auszeichnung, Verkäufe) | Verkäufe  |
| ---------------------------- | ---------------------------------------------------------------------- | --------- |
| Australien (ARIA)            | 3× Platin                                                              | 210.000   |
| Brasilien (PMB)              | Gold                                                                   | 30.000    |
| Dänemark (IFPI)              | Gold                                                                   | 45.000    |
| Italien (FIMI)               | Gold                                                                   | 50.000    |
| Neuseeland (RMNZ)            | 2× Platin                                                              | 60.000    |
| Spanien (Promusicae)         | Gold                                                                   | 30.000    |
| Vereinigte Staaten (RIAA)    | 3× Platin                                                              | 3.000.000 |
| Vereinigtes Königreich (BPI) | Platin                                                                 | 600.000   |
| Insgesamt                    | 4× Gold · 9× Platin ·                                                  | 4.025.000 |

### All Apologies
| Land/Region                  | Auszeichnungen für Musikverkäufe (Land/Region, Auszeichnung, Verkäufe) | Verkäufe  |
| ---------------------------- | ---------------------------------------------------------------------- | --------- |
| Australien (ARIA)            | Platin                                                                 | 70.000    |
| Vereinigte Staaten (RIAA)    | Platin                                                                 | 1.000.000 |
| Vereinigtes Königreich (BPI) | Silber                                                                 | 200.000   |
| Insgesamt                    | 1× Silber · 2× Platin ·                                                | 1.270.000 |

### Rape Me
| Land/Region                  | Auszeichnungen für Musikverkäufe (Land/Region, Auszeichnung, Verkäufe) | Verkäufe  |
| ---------------------------- | ---------------------------------------------------------------------- | --------- |
| Australien (ARIA)            | Gold                                                                   | 35.000    |
| Vereinigte Staaten (RIAA)    | Platin                                                                 | 1.000.000 |
| Vereinigtes Königreich (BPI) | Silber                                                                 | 200.000   |
| Insgesamt                    | 1× Silber · 1× Gold · 1× Platin ·                                      | 1.235.000 |

### Pennyroyal Tea
| Land/Region       | Auszeichnungen für Musikverkäufe (Land/Region, Auszeichnung, Verkäufe) | Verkäufe |
| ----------------- | ---------------------------------------------------------------------- | -------- |
| Australien (ARIA) | Gold                                                                   | 35.000   |
| Insgesamt         | 1× Gold ·                                                              | 35.000   |

### About a Girl
| Land/Region                  | Auszeichnungen für Musikverkäufe (Land/Region, Auszeichnung, Verkäufe) | Verkäufe |
| ---------------------------- | ---------------------------------------------------------------------- | -------- |
| Australien (ARIA)            | Platin                                                                 | 70.000   |
| Italien (FIMI)               | Gold                                                                   | 50.000   |
| Spanien (Promusicae)         | Gold                                                                   | 30.000   |
| Vereinigtes Königreich (BPI) | Gold                                                                   | 400.000  |
| Insgesamt                    | 3× Gold · 1× Platin ·                                                  | 550.000  |

### You Know You’re Right
| Land/Region               | Auszeichnungen für Musikverkäufe (Land/Region, Auszeichnung, Verkäufe) | Verkäufe |
| ------------------------- | ---------------------------------------------------------------------- | -------- |
| Australien (ARIA)         | Gold                                                                   | 35.000   |
| Vereinigte Staaten (RIAA) | Gold                                                                   | 500.000  |
| Insgesamt                 | 2× Gold ·                                                              | 535.000  |

## Auszeichnungen nach Liedern

### Been a Son
| Land/Region     | Auszeichnungen für Musikverkäufe (Land/Region, Auszeichnung, Verkäufe) | Verkäufe |
| --------------- | ---------------------------------------------------------------------- | -------- |
| Dänemark (IFPI) | Platin                                                                 | 90.000   |
| Insgesamt       | 1× Platin ·                                                            | 90.000   |

### Something in the Way
| Land/Region                  | Auszeichnungen für Musikverkäufe (Land/Region, Auszeichnung, Verkäufe) | Verkäufe  |
| ---------------------------- | ---------------------------------------------------------------------- | --------- |
| Australien (ARIA)            | 2× Platin                                                              | 140.000   |
| Kanada (MC)                  | Platin                                                                 | 80.000    |
| Vereinigte Staaten (RIAA)    | Platin                                                                 | 1.000.000 |
| Vereinigtes Königreich (BPI) | Gold                                                                   | 400.000   |
| Insgesamt                    | 1× Gold · 4× Platin ·                                                  | 1.620.000 |

### Polly
| Land/Region                  | Auszeichnungen für Musikverkäufe (Land/Region, Auszeichnung, Verkäufe) | Verkäufe |
| ---------------------------- | ---------------------------------------------------------------------- | -------- |
| Australien (ARIA)            | Platin                                                                 | 70.000   |
| Vereinigte Staaten (RIAA)    | Gold                                                                   | 500.000  |
| Vereinigtes Königreich (BPI) | Silber                                                                 | 200.000  |
| Insgesamt                    | 1× Silber · 1× Gold · 1× Platin ·                                      | 770.000  |

### Breed
| Land/Region                  | Auszeichnungen für Musikverkäufe (Land/Region, Auszeichnung, Verkäufe) | Verkäufe |
| ---------------------------- | ---------------------------------------------------------------------- | -------- |
| Australien (ARIA)            | Gold                                                                   | 35.000   |
| Vereinigte Staaten (RIAA)    | Gold                                                                   | 500.000  |
| Vereinigtes Königreich (BPI) | Silber                                                                 | 200.000  |
| Insgesamt                    | 1× Silber · 2× Gold ·                                                  | 735.000  |

### Drain You
| Land/Region                  | Auszeichnungen für Musikverkäufe (Land/Region, Auszeichnung, Verkäufe) | Verkäufe |
| ---------------------------- | ---------------------------------------------------------------------- | -------- |
| Australien (ARIA)            | Gold                                                                   | 35.000   |
| Vereinigte Staaten (RIAA)    | Gold                                                                   | 500.000  |
| Vereinigtes Königreich (BPI) | Silber                                                                 | 200.000  |
| Insgesamt                    | 1× Silber · 2× Gold ·                                                  | 735.000  |

### Lounge Act
| Land/Region       | Auszeichnungen für Musikverkäufe (Land/Region, Auszeichnung, Verkäufe) | Verkäufe |
| ----------------- | ---------------------------------------------------------------------- | -------- |
| Australien (ARIA) | Gold                                                                   | 35.000   |
| Insgesamt         | 1× Gold ·                                                              | 35.000   |

### On a Plain
| Land/Region       | Auszeichnungen für Musikverkäufe (Land/Region, Auszeichnung, Verkäufe) | Verkäufe |
| ----------------- | ---------------------------------------------------------------------- | -------- |
| Australien (ARIA) | Gold                                                                   | 35.000   |
| Insgesamt         | 1× Gold ·                                                              | 35.000   |

### The Man Who Sold the World
| Land/Region                  | Auszeichnungen für Musikverkäufe (Land/Region, Auszeichnung, Verkäufe) | Verkäufe |
| ---------------------------- | ---------------------------------------------------------------------- | -------- |
| Australien (ARIA)            | 2× Platin                                                              | 140.000  |
| Brasilien (PMB)              | Gold                                                                   | 30.000   |
| Italien (FIMI)               | Gold                                                                   | 50.000   |
| Neuseeland (RMNZ)            | Platin                                                                 | 30.000   |
| Spanien (Promusicae)         | Gold                                                                   | 30.000   |
| Vereinigtes Königreich (BPI) | Gold                                                                   | 400.000  |
| Insgesamt                    | 4× Gold · 3× Platin ·                                                  | 680.000  |

### Where Did You Sleep Last Night
| Land/Region                  | Auszeichnungen für Musikverkäufe (Land/Region, Auszeichnung, Verkäufe) | Verkäufe |
| ---------------------------- | ---------------------------------------------------------------------- | -------- |
| Australien (ARIA)            | Platin                                                                 | 70.000   |
| Vereinigtes Königreich (BPI) | Silber                                                                 | 200.000  |
| Insgesamt                    | 1× Silber · 1× Platin ·                                                | 270.000  |

### Lake of Fire
| Land/Region       | Auszeichnungen für Musikverkäufe (Land/Region, Auszeichnung, Verkäufe) | Verkäufe |
| ----------------- | ---------------------------------------------------------------------- | -------- |
| Australien (ARIA) | Gold                                                                   | 35.000   |
| Insgesamt         | 1× Gold ·                                                              | 35.000   |

### Dumb
| Land/Region                  | Auszeichnungen für Musikverkäufe (Land/Region, Auszeichnung, Verkäufe) | Verkäufe |
| ---------------------------- | ---------------------------------------------------------------------- | -------- |
| Australien (ARIA)            | Platin                                                                 | 70.000   |
| Vereinigte Staaten (RIAA)    | Gold                                                                   | 500.000  |
| Vereinigtes Königreich (BPI) | Silber                                                                 | 200.000  |
| Insgesamt                    | 1× Silber · 1× Gold · 1× Platin ·                                      | 770.000  |

## Auszeichnungen nach Musikstreamings

### Smells Like Teen Spirit
| Land/Region     | Auszeichnungen für Musikverkäufe (Land/Region, Auszeichnung, Verkäufe) | Verkäufe  |
| --------------- | ---------------------------------------------------------------------- | --------- |
| Dänemark (IFPI) | Platin                                                                 | 2.600.000 |
| Insgesamt       | 1× Platin ·                                                            | 2.600.000 |

## Auszeichnungen nach Videoalben

### Live! Tonight! Sold Out!!
| Land/Region                  | Auszeichnungen für Musikverkäufe (Land/Region, Auszeichnung, Verkäufe) | Verkäufe |
| ---------------------------- | ---------------------------------------------------------------------- | -------- |
| Argentinien (CAPIF)          | Platin                                                                 | 8.000    |
| Australien (ARIA)            | Platin                                                                 | 15.000   |
| Kanada (MC)                  | 2× Platin                                                              | 20.000   |
| Neuseeland (RMNZ)            | Gold                                                                   | 2.500    |
| Vereinigte Staaten (RIAA)    | 3× Platin                                                              | 300.000  |
| Vereinigtes Königreich (BPI) | 2× Platin                                                              | 100.000  |
| Insgesamt                    | 1× Gold · 9× Platin ·                                                  | 445.500  |

### Classic Albums: Nirvana – Nevermind
| Land/Region               | Auszeichnungen für Musikverkäufe (Land/Region, Auszeichnung, Verkäufe) | Verkäufe |
| ------------------------- | ---------------------------------------------------------------------- | -------- |
| Argentinien (CAPIF)       | 2× Platin                                                              | 16.000   |
| Australien (ARIA)         | Platin                                                                 | 15.000   |
| Neuseeland (RMNZ)         | Gold                                                                   | 2.500    |
| Vereinigte Staaten (RIAA) | Platin                                                                 | 100.000  |
| Insgesamt                 | 1× Gold · 4× Platin ·                                                  | 133.500  |

### MTV Unplugged in New York
| Land/Region                  | Auszeichnungen für Musikverkäufe (Land/Region, Auszeichnung, Verkäufe) | Verkäufe |
| ---------------------------- | ---------------------------------------------------------------------- | -------- |
| Australien (ARIA)            | Platin                                                                 | 15.000   |
| Neuseeland (RMNZ)            | Gold                                                                   | 2.500    |
| Portugal (AFP)               | 3× Platin                                                              | 24.000   |
| Vereinigte Staaten (RIAA)    | 7× Platin                                                              | 700.000  |
| Vereinigtes Königreich (BPI) | Platin                                                                 | 50.000   |
| Insgesamt                    | 1× Gold · 12× Platin ·                                                 | 791.500  |

### Live at Reading
| Land/Region       | Auszeichnungen für Musikverkäufe (Land/Region, Auszeichnung, Verkäufe) | Verkäufe |
| ----------------- | ---------------------------------------------------------------------- | -------- |
| Australien (ARIA) | Platin                                                                 | 15.000   |
| Neuseeland (RMNZ) | Gold                                                                   | 2.500    |
| Insgesamt         | 1× Gold · 1× Platin ·                                                  | 17.500   |

### Live at the Paramount
| Land/Region       | Auszeichnungen für Musikverkäufe (Land/Region, Auszeichnung, Verkäufe) | Verkäufe |
| ----------------- | ---------------------------------------------------------------------- | -------- |
| Australien (ARIA) | Gold                                                                   | 7.500    |
| Portugal (AFP)    | 3× Platin                                                              | 24.000   |
| Insgesamt         | 1× Gold · 3× Platin ·                                                  | 31.500   |

## Statistik und Quellen
| Land/RegionAuszeichnungen für Musikverkäufe (Land/Region, Auszeichnungen, Verkäufe, Quellen) | Silber       | Gold       | Platin         | Diamant     | Verkäufe   | Quellen |
| -------------------------------------------------------------------------------------------- | ------------ | ---------- | -------------- | ----------- | ---------- | --- |
| Argentinien (CAPIF)                                                                          | —            | Gold1      | 11× Platin11   | —           | 474.000    | capif.org.ar (Memento vom 6. Juli 2011 im Internet Archive) AR2 (Memento vom 31. Mai 2011 im Internet Archive) |
| Australien (ARIA)                                                                            | —            | 12× Gold12 | 59× Platin59   | —           | 4.302.500  | aria.com.au |
| Belgien (BRMA)                                                                               | —            | Gold1      | 13× Platin13   | —           | 675.000    | ultratop.be |
| Brasilien (PMB)                                                                              | —            | 4× Gold4   | 5× Platin5     | —           | 935.000    | pro-musicabr.org.br                                                                                            |
| Dänemark (IFPI)                                                                              | —            | 4× Gold4   | 10× Platin10   | —           | 595.000    | ifpi.dk |
| Deutschland (BVMI)                                                                           | —            | 3× Gold3   | 6× Platin6     | —           | 3.750.000  | musikindustrie.de                                                                                              |
| Europa (IFPI)                                                                                | —            | Gold1      | 4× Platin4     | —           | 4.500.000  | ifpi.org (Memento vom 15. Oktober 2013 im Internet Archive)                                                    |
| Finnland (IFPI)                                                                              | —            | 3× Gold3   | —              | —           | 88.331     | ifpi.fi |
| Frankreich (SNEP)                                                                            | —            | 8× Gold8   | 3× Platin3     | Diamant1    | 2.650.000  | snepmusique.com                                                                                                |
| Griechenland (IFPI)                                                                          | —            | —          | Platin1        | —           | 20.000     | Einzelnachweise                                                                                                |
| Island (IFPI)                                                                                | —            | —          | Platin1        | —           | 5.000      | Einzelnachweise                                                                                                |
| Italien (FIMI)                                                                               | —            | 5× Gold5   | 11× Platin11   | —           | 910.000    | fimi.it |
| Japan (RIAJ)                                                                                 | —            | Gold1      | 6× Platin6     | —           | 1.300.000  | riaj.or.jp |
| Kanada (MC)                                                                                  | —            | 2× Gold2   | 30× Platin30   | Diamant1    | 3.730.000  | musiccanada.com                                                                                                |
| Mexiko (AMPROFON)                                                                            | —            | 5× Gold5   | —              | —           | 400.000    | amprofon.com.mx                                                                                                |
| Neuseeland (RMNZ)                                                                            | —            | 4× Gold4   | 40× Platin40   | —           | 880.000    | aotearoamusiccharts.co.nz NZ2                                                                                  |
| Niederlande (NVPI)                                                                           | —            | Gold1      | 2× Platin2     | —           | 250.000    | nvpi.nl |
| Norwegen (IFPI)                                                                              | —            | Gold1      | 2× Platin2     | —           | 115.000    | ifpi.no (Memento vom 5. November 2012 im Internet Archive)                                                     |
| Österreich (IFPI)                                                                            | —            | 2× Gold2   | 4× Platin4     | —           | 240.000    | ifpi.at |
| Polen (ZPAV)                                                                                 | —            | 2× Gold2   | 6× Platin6     | —           | 380.000    | olis.pl |
| Portugal (AFP)                                                                               | —            | 2× Gold2   | 10× Platin10   | —           | 112.500    | Einzelnachweise                                                                                                |
| Schweden (IFPI)                                                                              | —            | 2× Gold2   | 3× Platin3     | —           | 380.000    | sverigetopplistan.se                                                                                           |
| Schweiz (IFPI)                                                                               | —            | —          | 4× Platin4     | —           | 190.000    | hitparade.ch                                                                                                   |
| Spanien (Promusicae)                                                                         | —            | 6× Gold6   | 8× Platin8     | —           | 860.000    | elportaldemusica.es ES2 ES3                                                                                    |
| Vereinigte Staaten (RIAA)                                                                    | —            | 5× Gold5   | 50× Platin50   | 2× Diamant2 | 65.638.000 | riaa.com |
| Vereinigtes Königreich (BPI)                                                                 | 10× Silber10 | 5× Gold5   | 34× Platin34   | —           | 15.460.000 | bpi.co.uk |
| Insgesamt                                                                                    | 10× Silber10 | 80× Gold80 | 323× Platin323 | 4× Diamant4 |            | |